# باتريك أوتي
باتريك أوتي (بالإنجليزية: Patrick Otte)‏ هو لاعب كرة قدم أمريكي في مركز الوسط، ولد في 22 أكتوبر 1991 في هولندا في مملكة هولندا. لعب مع Jacksonville Armada FC ‏.